# Eric Edwards, Baron Chelmer
Eric Cyril Boyd Edwards, Baron Chelmer MC JP TD (* 9. Oktober 1914; † 3. März 1997) war ein britischer Politiker der Conservative Party, der unter anderem Vorsitzender des Nationalen Exekutivkomitees der Nationalen Union der Konservativen und Unionistischen Vereinigungen und Schatzmeister der Conservative Party war sowie 1963 als Life Peer Mitglied des House of Lords wurde.

## Leben
Edwards, Sohn eines Obersts, Solicitors und Kommunalpolitikers der Liberal Party, absolvierte nach dem Besuch der Felsted School ein Studium der Rechtswissenschaften an der Universität London, das er mit einem Bachelor of Laws (LL.B.) abschloss. Anschließend arbeitete er als Solicitor in der Kanzlei seines Vaters, ehe er der Essex Yeomanry beitrat und im 147. Feldregiment der Royal Artillery am Zweiten Weltkrieg teilnahm. Für seine militärischen Verdienste bei der Operation Overlord am 6. Juni 1944 wurde er mit dem Military Cross ausgezeichnet sowie zuletzt zum Oberstleutnant befördert und war als solcher zwischen 1945 und 1946 Commanding Officer der Essex Yeomanry. Darüber hinaus wurde ihm eine Territorial Decoration verliehen.
Nach Kriegsende trat Edwards zusammen mit seinem Vater der Conservative Party bei, unterlag aber bei der Aufstellung als Kandidat der konservativen Tories im Wahlkreis Southend. Neben seiner Beschäftigung als Solicitor betätigte er sich auch im Versicherungs- und Grundstückswesen sowie als Funktionär in seiner Partei.
1954 wurde er zum Knight Bachelor geschlagen und führte fortan den Namenszusatz „Sir“. Mit Unterstützung durch Harold Macmillan wurde Edwards 1957 stellvertretender Vorsitzender der Conservative Party und war als solcher zugleich bis 1965 Vorsitzender des Nationalen Exekutivkomitees der Nationalen Union der Konservativen und Unionistischen Vereinigungen (National Executive Committee of the National Union of Conservative and Unionist Associations). In dieser Funktion überarbeitete er mit Oliver Poole die Spendensammelpraxis seiner Partei, indem den Verbänden in den Wahlkreisen die Abgabe eines prozentualen Anteils an den Spenden auferlegt wurde, die jährlich auf dem Parteitag veröffentlicht wurde.
Durch ein Letters Patent vom 31. Januar 1963 wurde Edwards als Baron Chelmer, of Margaretting in the County of Essex, zum Life Peer im Sinne des Life Peerages Act 1958 erhoben und war somit bis zu seinem Tod Mitglied des House of Lords.
Als kurz darauf Harold Macmillan als Premierminister und Führer der Conservative Party zurücktrat, setzte sich Baron Chelmer für Alec Douglas-Home als dessen Nachfolger ein, was zu parteiinternen Streitigkeiten führte, da sich auch Rab Butler und Quintin McGarel Hogg um diese Ämter bemühten.
1965 wurde Baron Chelmer, der zeitweilig auch als Friedensrichter (Justice of the Peace) tätig war, Schatzmeister der Conservative Party und bekleidete diese Funktion zwölf Jahre lang bis 1977.